# Josephiella malabarensis
Josephiella malabarensis är en stekelart som beskrevs av T.C. Narendran 1994. Josephiella malabarensis ingår i släktet Josephiella och familjen fikonsteklar. Inga underarter finns listade i Catalogue of Life.